# Creighton, Missouri
Creighton är en ort i Cass County i delstaten Missouri, USA.